# Cabildo insular
El cabildo insular es una entidad administrativa exclusiva de la comunidad autónoma de Canarias (España), y que tiene su origen en los cabildos o consejos de gobierno existentes en el Antiguo Régimen. Son órganos de ámbito insular en las islas de El Hierro, Fuerteventura, Gran Canaria, La Gomera, La Palma, Lanzarote y Tenerife. La isla de La Graciosa no posee cabildo propio, ya que pertenece administrativamente al Ayuntamiento de Teguise, en la isla de Lanzarote. Se trata de administraciones locales.
Sus miembros son elegidos por sufragio universal directo de los ciudadanos de cada isla. El primer candidato de lista más votada ocupa automáticamente la presidencia, aunque puede cambiar mediante una moción de censura posterior.

## Historia
Los cabildos fueron creados por la Ley de Cabildos del año 1912 promovida por Manuel Velázquez Cabrera y se constituyeron a partir de 1913, si bien su figura está inspirada en los cabildos y consejos de gobierno existentes durante el Antiguo Régimen, tanto en las Islas Canarias como en América, durante el periodo virreinal español en ambos territorios, donde se mantuvieron hasta iniciado el proceso de independencia. Durante la dictadura franquista hasta que terminó el periodo de transición (1939-1979), sus miembros eran elegidos por designación gubernativa y sus funciones se limitaban a la administración insular y se concentraban en las materias de beneficencia y salud pública, vías, caminos y montes.
Tras la transición, asumieron e impulsaron competencias tales como turismo, medio ambiente, cultura, deportes, industria, carreteras, caminos, agua potables y de riego, gestión de licencias de caza y pesca, museos, playas, transporte público y ordenación territorial. Pueden gravar a su elección ciertos impuestos indirectos sobre los combustibles. Estos cambios se vieron fortalecidos desde los años noventa a partir de diversos procesos de transferencia de competencias por parte del Gobierno de Canarias y por la mejora de su financiación.
A pesar del establecimiento contemporáneo de los cabildos en 1913, su historia se remonta a principios de la Edad Moderna y a la conquista de las Islas Canarias. Con la incorporación del archipiélago a la Corona de Castilla a finales del siglo XV, la isla se configuró como la realidad física y política en torno a la que giraba la vida social y económica. Así, se configuraron los gobiernos locales en cada una de ellas. La realidad isla se impuso y cada una  era un solo municipio. Así se gobernaban por un concejo o, como también se les apeló, cabildo. Estas instituciones de gobierno insular evolucionarían en detrimento de sus competencias a lo largo de los siglos hasta la aparición, en 1833, de las diputaciones provinciales. Desde entonces, y con la multiplicación avanzada de los nuevos municipios en el siglo XIX, desaparecieron los antiguos órganos isleños. Aunque los cabildos insulares retomarían estas instituciones históricas, hay una gran diferencia entre los actuales (los que iniciaron su andanza en 1913) y los históricos (aquellos del siglo XV), un paso intermedio en el gobierno local: los municipios y ayuntamientos inexistentes, prácticamente, hasta entonces. 
Hoy en día, son las instituciones públicas de referencia en cada una de las islas y son los auténticos gobiernos insulares.
Todos los cabildos se agrupan en la Federación Canaria de Islas (FECAI).

## Competencias
Según el artículo 43 de la ley de Régimen Jurídico de las Administraciones Públicas de Canarias, son competencias exclusivas del cabildo:
- La coordinación de los servicios municipales de la isla para garantizar su prestación integral y adecuada en la totalidad del territorio insular, supliendo a los ayuntamientos cuando la insuficiencia de sus recursos impidan la prestación de los servicios municipales obligatorios o las funciones públicas establecidas en la LBRL.
- La asistencia y la cooperación jurídica, económica y técnica a los municipios, especialmente a los de menor capacidad económica y de gestión.
- La prestación de servicios públicos supramunicipales.
- Aprobar los Planes Insulares de Obras y Servicios elaborados en colaboración con los ayuntamientos de cada isla. A tal fin, los ayuntamientos realizarán las propuestas de obras que afecten a su término municipal, que no podrán ser modificadas por el cabildo respectivo, salvo por causas justificadas y previa audiencia del ayuntamiento afectado.
- El fomento y administración de los intereses peculiares de la isla.

La Ley 14/1990, de 26 de julio, de Régimen Jurídico de las Administraciones Públicas de Canarias, transfiere a los cabildos las siguientes competencias:
- Las demarcaciones territoriales, alteración de términos y denominación de los municipios, previo dictamen del Consejo Consultivo de Canarias.
- Funciones propias de las Agencias de Extensión Agraria.
- Granjas experimentales.
- Servicios forestales, vías pecuarias y pastos.
- Acuicultura y cultivos marinos.

- Protección del medio ambiente.

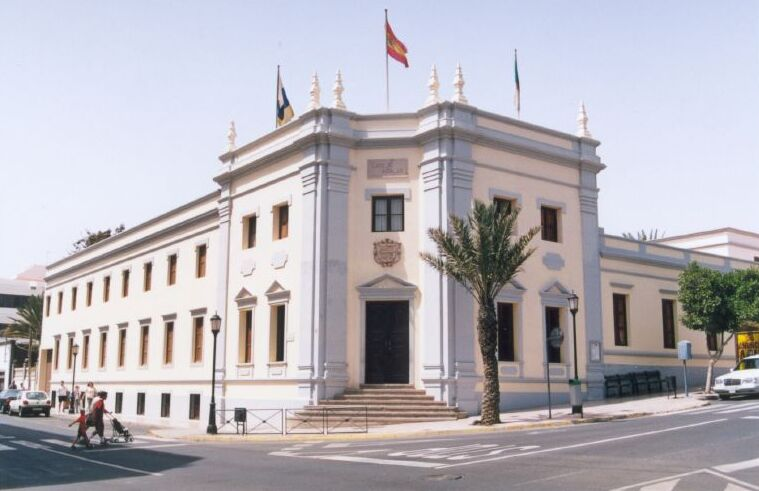
Edificio del Cabildo de Fuerteventura.

- Gestión y conservación de espacios naturales protegidos, en el marco de lo establecido en la legislación autonómica vigente.
- Caza.
- Infraestructura rural de carácter insular.
- Subrogación en las competencias municipales sobre el planeamiento urbanístico, de conformidad a lo establecido en la legislación sectorial vigente.
- Carreteras, salvo las que se declaren de interés regional, en el marco de lo que disponga la legislación sectorial autonómica. En las carreteras de interés regional, la explotación, uso y defensa y régimen sancionador.
- La gestión de puertos de refugio y deportivos, salvo que se declaren de interés regional.
- Obras hidráulicas que no sean de interés regional o general, conservación y policía de obras hidráulicas y administración insular de aguas terrestres en los términos que establezca la legislación sectorial autonómica.
- Transportes por carretera y por cable. Ferrocarriles, en el marco de los que disponga la normativa sectorial autonómica.
- Ferias y mercados insulares.
- Policía de espectáculos.
- Promoción y policía del turismo insular, salvo las potestades de inspección y sanción.

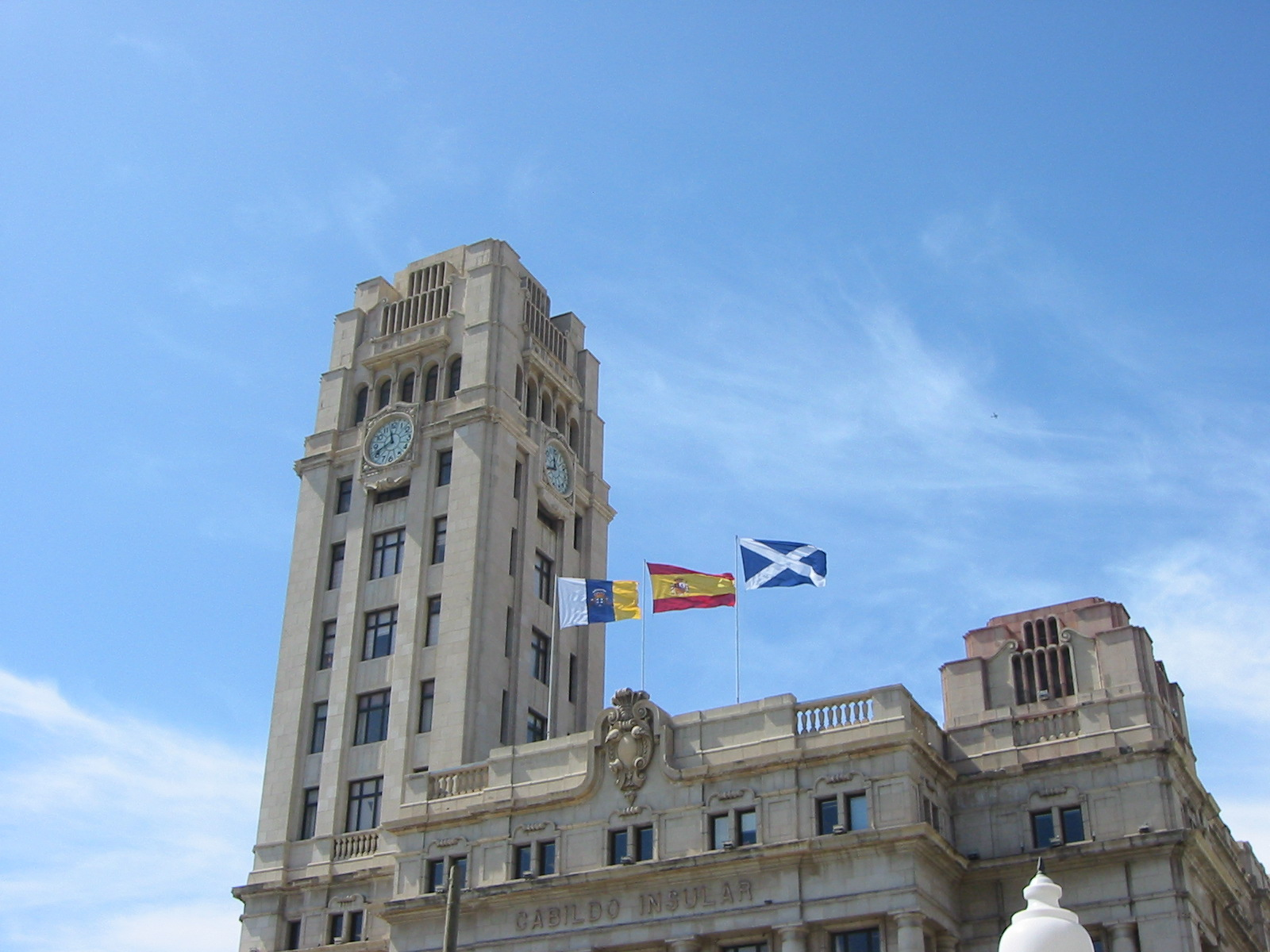
Edificio del Cabildo de Tenerife.

- Actividades molestas, insalubres, nocivas y peligrosas.
- Policía de vivienda.
- Conservación y administración del parque público de viviendas.
- Administración de las residencias de estudiantes establecidos en la isla.
- El fomento de la cultura, deportes, ocupación, ocio y esparcimiento en el ámbito insular.
- La conservación y administración del patrimonio histórico-artístico insular.
- Museos, bibliotecas y archivos que no se reserve para sí la comunidad autónoma.
- Fomento de la artesanía.
- Asistencia social y servicios sociales.
- Defensa del consumidor.
- Campañas de saneamiento zoosanitario.

## Organización interna
El cabildo se compone de los siguientes órganos:
- Presidencia.
- Pleno.
- Consejo de Gobierno.
- Comisiones informativas.
- Junta de Portavoces.

## Lista de cabildos
| Cabildo                          | Isla(s)               | Presidencia | Presidencia                  | Partido(s) en el Gobierno | Composición | Sede | Sede                                                           |
| -------------------------------- | --------------------- | ----------- | ---------------------------- | ------------------------- | ----------- | ---- | -------------------------------------------------------------- |
| Cabildo Insular de Tenerife      | Tenerife              |             | Rosa Dávila (CC)             | CC PP                     |             |      | Palacio Insular (Santa Cruz de Tenerife)                       |
| Cabildo Insular de Gran Canaria  | Gran Canaria          |             | Antonio Morales (NC)         | NC PSOE                   |             |      | Casa Palacio (Las Palmas de Gran Canaria)                      |
| Cabildo Insular de Lanzarote     | Lanzarote Ar. Chinijo |             | Oswaldo Betancort (CC)       | CC PP                     |             |      | Calle José Betancort, 33 (Arrecife)                            |
| Cabildo Insular de Fuerteventura | Fuerteventura         |             | Lola García (CC)             | CC PSOE                   |             |      | Calle Primero de Mayo, 39 (Puerto del Rosario)                 |
| Cabildo Insular de La Palma      | La Palma              |             | Sergio Javier Rodríguez (CC) | CC                        |             |      | Av. Marítima, 3 (Santa Cruz de la Palma)                       |
| Cabildo Insular de La Gomera     | La Gomera             |             | Casimiro Curbelo (ASG)       | ASG                       |             |      | Calle de Prof. Armas Fernández, 2 (San Sebastián de La Gomera) |
| Cabildo Insular de El Hierro     | El Hierro             |             | Alpidio Armas (PSOE)         | PSOE AH IU-RC             |             |      | Calle Dr. Quintero, 11 (Valverde)                              |

Presidencias de los cabildos:
| 4  | 1    | 1  | 1   |
| CC | PSOE | NC | ASG |

| \| Partidos políticos en los gobiernos de los cabildos:[cita requerida] \| Partidos políticos en los gobiernos de los cabildos:[cita requerida] \| Partidos políticos en los gobiernos de los cabildos:[cita requerida] \| Partidos políticos en los gobiernos de los cabildos:[cita requerida] \| Partidos políticos en los gobiernos de los cabildos:[cita requerida] \| \| -------------------------------------------------------------------- \| -------------------------------------------------------------------- \| -------------------------------------------------------------------- \| -------------------------------------------------------------------- \| -------------------------------------------------------------------- \| \| \| \| \| \| \| \| CC \| CC \| \| 57.14 % \| 57.14 % \| \| PSOE \| PSOE \| \| 42.85 % \| 42.85 % \| \| PP \| PP \| \| 28.57 % \| 28.57 % \| \| NC \| NC \| \| 14.28 % \| 14.28 % \| \| ASG \| ASG \| \| 14.28 % \| 14.28 % \| \| AH \| AH \| \| 14.28 % \| 14.28 % \| \| IU-RC \| IU-RC \| \| 14.28 % \| 14.28 % \| |       |  |         |         |
| Partidos políticos en los gobiernos de los cabildos:[cita requerida] |       |  |         |         |
| |       |  |         |         |
| CC | CC    |  | 57.14 % | 57.14 % |
| PSOE | PSOE  |  | 42.85 % | 42.85 % |
| PP | PP    |  | 28.57 % | 28.57 % |
| NC | NC    |  | 14.28 % | 14.28 % |
| ASG | ASG   |  | 14.28 % | 14.28 % |
| AH | AH    |  | 14.28 % | 14.28 % |
| IU-RC | IU-RC |  | 14.28 % | 14.28 % |

## Partidos en los cabildos
| Partido | Escaños totales | Escaños en Tenerife | Escaños en Gran Canaria | Escaños en Lanzarote | Escaños en La Palma | Escaños en Fuerteventura | Escaños en La Gomera | Escaños en El Hierro |
| ------- | --------------- | ------------------- | ----------------------- | -------------------- | ------------------- | ------------------------ | -------------------- | -------------------- |
| PSOE    | 43/157          | 11/31               | 8/29                    | 8/23                 | 5/21                | 5/23                     | 3/17                 | 3/13                 |
| CC      | 41/157          | 10/31               | 3/29                    | 8/23                 | 11/21               | 8/23                     | 1/17                 | 0/13                 |
| PP      | 31/157          | 8/31                | 7/29                    | 4/23                 | 5/21                | 5/23                     | 0/17                 | 2/13                 |
| NC      | 13/157          | 0/31                | 8/29                    | 2/23                 | 0/21                | 3/23                     | 0/17                 | 0/13                 |
| ASG     | 11/157          | 0/31                | 0/29                    | 0/23                 | 0/21                | 0/23                     | 11/17                | 0/13                 |
| Vox     | 6/157           | 2/31                | 3/29                    | 1/23                 | 0/21                | 0/23                     | 0/17                 | 0/13                 |
| AHI     | 4/157           | 0/31                | 0/29                    | 0/23                 | 0/21                | 0/23                     | 0/17                 | 4/13                 |
| AH      | 3/157           | 0/31                | 0/29                    | 0/23                 | 0/21                | 0/23                     | 0/17                 | 3/13                 |
| AMF     | 2/157           | 0/31                | 0/29                    | 0/23                 | 0/21                | 2/23                     | 0/17                 | 0/13                 |
| IxLG    | 2/157           | 0/31                | 0/29                    | 0/23                 | 0/21                | 0/23                     | 2/17                 | 0/13                 |
| IUC-RC  | 1/157           | 0/31                | 0/29                    | 0/23                 | 0/21                | 0/23                     | 0/17                 | 1/13                 |

## Otros datos
- De manera análoga, en las Islas Baleares el órgano de gobierno insular se denomina «consejo insular».